# Ambly-Fleury
Ambly-Fleury és un municipi francès situat al departament de les Ardenes i a la regió del Gran Est. L'any 2007 tenia 139 habitants.

## Demografia

### Població
El 2007 la població de fet d'Ambly-Fleury era de 139 persones. Hi havia 56 famílies de les quals 20 eren unipersonals (12 homes vivint sols i 8 dones vivint soles), 16 parelles sense fills, 16 parelles amb fills i 4 famílies monoparentals amb fills.
La població ha evolucionat segons el següent gràfic:
Habitants censats

### Habitatges
El 2007 hi havia 87 habitatges, 60 eren l'habitatge principal de la família, 19 eren segones residències i 8 estaven desocupats. 78 eren cases i 2 eren apartaments. Dels 60 habitatges principals, 52 estaven ocupats pels seus propietaris, 2 estaven llogats i ocupats pels llogaters i 6 estaven cedits a títol gratuït; 5 tenien dues cambres, 4 en tenien tres, 14 en tenien quatre i 37 en tenien cinc o més. 41 habitatges disposaven pel capbaix d'una plaça de pàrquing. A 34 habitatges hi havia un automòbil i a 22 n'hi havia dos o més.

### Piràmide de població
La piràmide de població per edats i sexe el 2009 era:
| Homes | Edats   | Dones |
| ----- | ------- | ----- |
| 0     | 95 o +  | 0     |
| 0     | 90 a 94 | 0     |
| 0     | 85 a 89 | 0     |
| 0     | 80 a 84 | 0     |
| 0     | 75 a 79 | 8     |
| 0     | 70 a 74 | 0     |
| 12    | 65 a 69 | 8     |
| 4     | 60 a 64 | 8     |
| 0     | 55 a 59 | 4     |
| 0     | 50 a 54 | 8     |
| 4     | 45 a 49 | 0     |
| 8     | 40 a 44 | 4     |
| 12    | 35 a 39 | 8     |
| 4     | 30 a 34 | 8     |
| 0     | 25 a 29 | 0     |
| 4     | 20 a 24 | 0     |
| 12    | 15 a 19 | 4     |
| 24    | 10 a 14 | 12    |
| 20    | 5 a 9   | 12    |
| 4     | 0 a 4   | 4     |

## Economia
El 2007 la població en edat de treballar era de 83 persones, 59 eren actives i 24 eren inactives. De les 59 persones actives 55 estaven ocupades (33 homes i 22 dones) i 4 estaven aturades (4 homes). De les 24 persones inactives 10 estaven jubilades, 8 estaven estudiant i 6 estaven classificades com a «altres inactius».

### Ingressos
El 2009 a Ambly-Fleury hi havia 63 unitats fiscals que integraven 139 persones, la mediana anual d'ingressos fiscals per persona era de 12.671 €.

### Activitats econòmiques
Dels 4 establiments que hi havia el 2007, 2 eren d'empreses de comerç i reparació d'automòbils i 2 d'empreses classificades com a «altres activitats de serveis».
L'any 2000 a Ambly-Fleury hi havia 8 explotacions agrícoles.

## Poblacions properes
El següent diagrama mostra les poblacions més properes.